# Episodi di Bronco (prima stagione)
La prima stagione della serie televisiva Bronco è andata in onda negli Stati Uniti dal 23 settembre 1958 al 19 settembre 1959 sulla ABC.
| nº | Titolo originale          | Prima TV USA      |
| -- | ------------------------- | ----------------- |
| 1  | The Besieged              | 23 settembre 1958 |
| 2  | Quest of the Thirty Dead  | 7 ottobre 1958    |
| 3  | The Turning Point         | 21 ottobre 1958   |
| 4  | Four Guns and a Prayer    | 4 novembre 1958   |
| 5  | The Long Ride Back        | 18 novembre 1958  |
| 6  | Trail to Taos             | 2 dicembre 1958   |
| 7  | Brand of Courage          | 16 dicembre 1958  |
| 8  | Freeze-Out                | 30 dicembre 1958  |
| 9  | The Baron of Broken Lance | 13 gennaio 1959   |
| 10 | Payroll of the Dead       | 27 gennaio 1959   |
| 11 | Riding Solo               | 10 febbraio 1959  |
| 12 | Borrowed Glory            | 24 febbraio 1959  |
| 13 | The Silent Witness        | 10 marzo 1959     |
| 14 | The Belles of Silver Flat | 24 marzo 1959     |
| 15 | Backfire                  | 7 aprile 1959     |
| 16 | School for Cowards        | 21 aprile 1959    |
| 17 | Prairie Skipper           | 5 maggio 1959     |
| 18 | Shadow of a Man           | 19 maggio 1959    |
| 19 | Hero of the Town          | 2 giugno 1959     |
| 20 | Red Water North           | 19 settembre 1959 |

## The Besieged
- Prima televisiva: 23 settembre 1958
- Diretto da: Alan Crosland, Jr.
- Scritto da: Robert Fisher, Alan Lipscott

### Trama
- Guest star: Robert Warwick (Jeremiah Cabot), Terry Rangno (David Platt), Jack Elam (Dooley), Allen Case (Stu Baggot), Claude Akins (Dirk Baggot), Fern Barry (Jenny Cabot), Joan Granville (Susan Platt), Stewart Bradley (Clay Platt), House Peters, Jr. (Ben Cabot), Sue Randall (Hope Cabot)

## Quest of the Thirty Dead
- Prima televisiva: 7 ottobre 1958
- Diretto da: Lee Sholem
- Scritto da: Tom W. Blackburn

### Trama
- Guest star: Tol Avery (Mohler), Peter Breck (Grant), Beverly Tyler (Irene Lang), Jay Novello (Paco), Ray Danton (Bill Magrider)

## The Turning Point
- Prima televisiva: 21 ottobre 1958
- Diretto da: Alan Crosland, Jr.

### Trama
- Guest star: James Douglas (Cal), Jimmy Lydon (Proudy), Scott Marlowe (John Wesley Hardin), Walter Coy (sceriffo Walters), Bud Slater (Jeff), Ellen Corby (Emma), Ron Hayes (Lemon), R.G. Armstrong (reverendo Hardin)

## Four Guns and a Prayer
- Prima televisiva: 4 novembre 1958
- Diretto da: Alan Crosland, Jr.

### Trama
- Guest star: John Hubbard (Aaron Lake), Gary Vinson (Jamie Ringgold), Walter Barnes (Dan Banner), Pamela Lincoln (Marcy Lake), Douglas Kennedy (Paul Duquesne)

## The Long Ride Back
- Prima televisiva: 18 novembre 1958
- Diretto da: Leslie H. Martinson

### Trama
- Guest star: Kathleen Crowley (Redemption McNally), Mort Mills (Jacob Stint), Paul Fix (McNally), Gerald Mohr (Ricky Cortez), Charles Fredericks (Crane)

## Trail to Taos
- Prima televisiva: 2 dicembre 1958
- Diretto da: Alan Crosland, Jr.

### Trama
- Guest star: Ron Hayes (Pitt), Frank Ferguson (Parson), Ed Kemmer (George Dowling), Joanne Gilbert (Mike Torrence)

## Brand of Courage
- Prima televisiva: 16 dicembre 1958

### Trama
- Guest star: George O'Hanlon (Jake), George Keymas (Regan), Cheerio Meredith (Sorella Anna), Morris Ankrum (Morgan), Val Benedict (Ollie), I. Stanford Jolley (Stover), Harry Harvey, Jr. (Luke), Anna Lisa (Sorella Theresa)

## Freeze-Out
- Prima televisiva: 30 dicembre 1958
- Diretto da: Lee Sholem

### Trama
- Guest star: Douglas Dick (James Jones), James Drury (John Smith), Grace Raynor (Mary Brown)

## The Baron of Broken Lance
- Prima televisiva: 13 gennaio 1959
- Diretto da: Lee Sholem

### Trama
- Guest star: Myron Healey (Mitch Krass), K. L. Smith (Jubal), Shirley Knight (Kathy), King Calder (Matt Ryker), Betty Lynn (Molly Bailey), William Reynolds (Pete Loomis)

## Payroll of the Dead
- Prima televisiva: 27 gennaio 1959
- Diretto da: Lee Sholem

### Trama
- Guest star: Francis McDonald (Sitting Bull), Ken Terrell (Gall), James Coburn (Adam Coverly), Robert Warwick (Pete), Walter Kray (Blue Buffalo), John Dehner (Otis Dameyer)

## Riding Solo
- Prima televisiva: 10 febbraio 1959

### Trama
- Guest star: Anne Anderson (Orissa Flynn), Richard Crane (Logan), Ray Teal (Tom Biggert), Will Wright (Doc Winkler), Maurice Wells (Flynn), Robert Lowery (Mike Kirk)

## Borrowed Glory
- Prima televisiva: 24 febbraio 1959
- Soggetto di: Vick Knight, Lewis Reed

### Trama
- Guest star: Hal Baylor (Kling), Russell Thorson (Currier), Andra Martin (Nancy Currier), William Reynolds (Dick Nelson), Charles Cooper (Frank Stover), Robert Vaughn (sceriffo Lloyd Stover)

## The Silent Witness
- Prima televisiva: 10 marzo 1959
- Diretto da: Harmon Jones
- Soggetto di: Maurita Pittman

### Trama
- Guest star: Karl Swenson (Casey), Sherry Alberoni (Dora), Russ Conway (Willis Turner), Karl Davis (Marcus Traxel), Charles Stevens (Webster), Tod Griffin (Nelson), Tina Carver (Rose), Chris Alcaide (Brutus Trexel)

## The Belles of Silver Flat
- Prima televisiva: 24 marzo 1959
- Diretto da: Lee Sholem
- Scritto da: Robert Fisher, Alan Lipscott

### Trama
- Guest star: Veda Ann Borg (Katie), Hank Worden (Jake), Vaughn Taylor (Doc Moody), John Beradino (Turk Hansen), Helen Spring (Mrs. Madison), Steve Mitchell (Logan), Grandon Rhodes (Madison), Pernell Roberts (Rev. David Clayton)

## Backfire
- Prima televisiva: 7 aprile 1959
- Diretto da: Lee Sholem

### Trama
- Guest star: Jeff York (Wade Startton), Joseph Holland (Thorpe), Troy Donahue (Roy Parrott), Don Beddoe (Bert Daley), Kathleen O'Malley (Mrs. Graham), Walter Coy (Victor Leggett), Carol Ohmart (Laurie Callen), Barry Kelley (sceriffo Linc McKeever)

## School for Cowards
- Prima televisiva: 21 aprile 1959
- Diretto da: Lee Sholem

### Trama
- Guest star: Barry Atwater (capitano Martin), Jimmy Baird (Stuart), Mike Connors (Hurd Elliott), Yvette Duguay (Monacita), Tommy Andre (Jamie Reynolds), Paul Engle (Evans), Jeanne Cooper (Martha Reynolds)

## Prairie Skipper
- Prima televisiva: 5 maggio 1959
- Diretto da: Alan Crosland, Jr.

### Trama
- Guest star: Stephen Chase (Tom Barclay), Hank Patterson (Chips), Lorne Greene (Amos Carr), Bing Russell (Jeb), Holly Bane (Walt), Mickey Simpson (Bosum), Carlos Romero (Angelo), Arlene Howell (Miranda Carr)

## Shadow of a Man
- Prima televisiva: 19 maggio 1959
- Diretto da: Alan Crosland, Jr.

### Trama
- Guest star: George D. Wallace (sceriffo Purdom), Ray Montgomery (Henderson), Don 'Red' Barry (Cookie Meyers), Rebecca Welles (Lynne Henderson), William Bliss (Webster), Wayne Morris (Clete Rayner)

## Hero of the Town
- Prima televisiva: 2 giugno 1959
- Diretto da: Lee Sholem
- Scritto da: Arnold Belgard, Kenneth Gamet

### Trama
- Guest star: Stephen Coit (Tod Biggs), Richard Carlyle (Colton), Ken Mayer (sceriffo Turner), Karl Weber (Ab Walker), Terry Rangno (Tippy), Henry Hunter (Foster), Francis DeSales (Larson), Harry Lauter (Mack), Lynn Bari (Amy Biggs)

## Red Water North
- Prima televisiva: 19 settembre 1959
- Diretto da: Lee Sholem
- Soggetto di: Alan Lemay

### Trama
- Guest star: Dorothy Provine (Gilda Harper), Karl Swenson (Taylor), Burt Douglas (Rolf), Hugh Sanders (Caleb White), Kelly Thordsen (Matt Crane), Michael Forest (Jacques Perrault), Sarah Selby (Martha Chandler)